# Hayley Thompson-King
Hayley Thompson-King é uma cantora e compositora americana. Além do trabalho solo, integrou a banda Banditas e de 2011 a 2016 integrou a banda Major Stars.

## Vida e trabalho
Thompson-King cresceu em Sebastian, Flórida, filha de um treinador de cavalos.
Ela estudou música clássica na New York University e fez mestrado em Ópera pelo New England Conservatory of Music.
Ela foi indicada para o Boston Music Award como Artista Country do Ano em 2018 e 2020.

## Álbuns
- Sororicídio (2020)[13]
- Melancolia psicótica (2017)[14]